# Elipsos

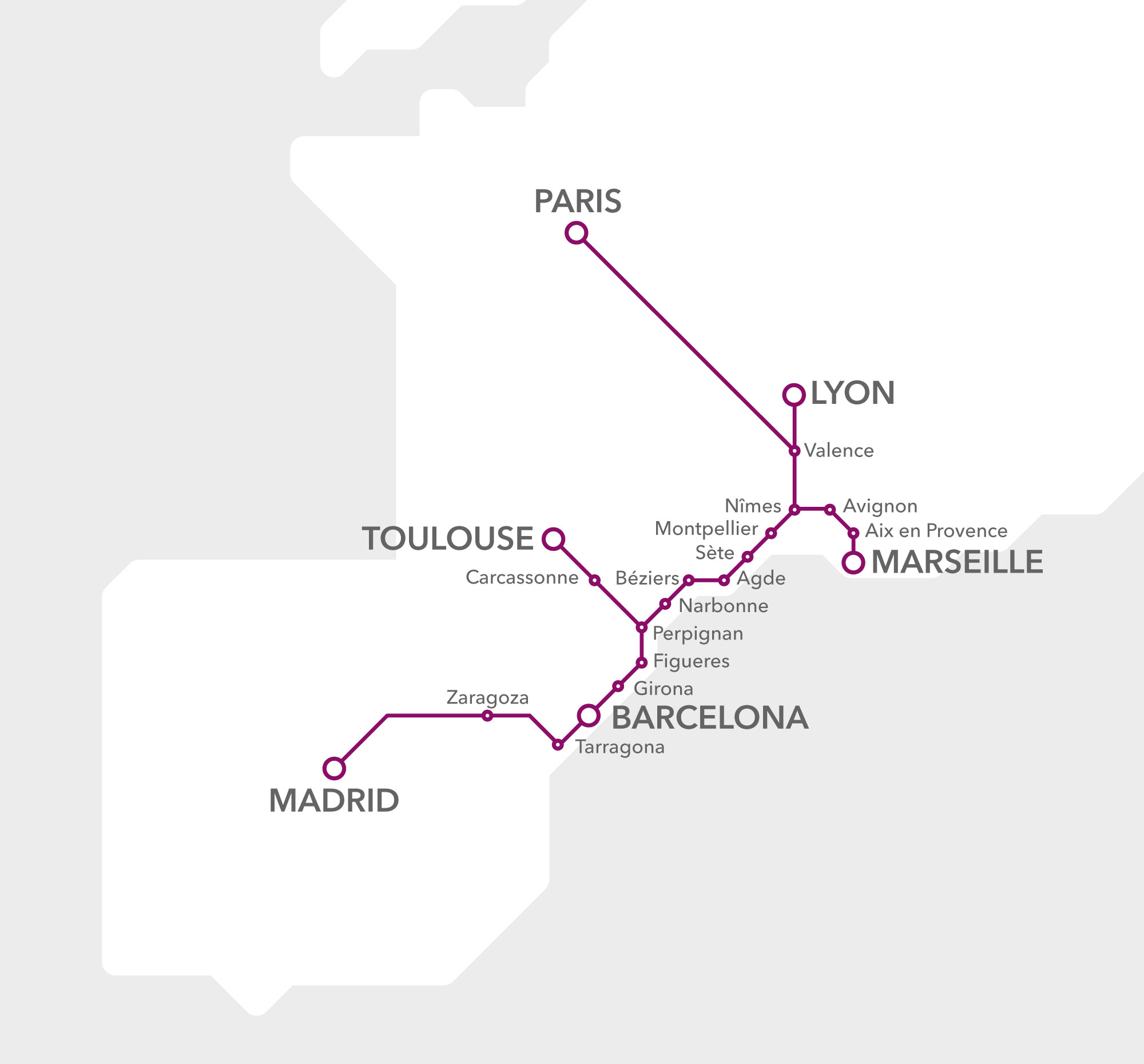
Mapa esquemático de la red de los trenes Renfe-SNCF en Cooperación gestionados por Elipsos junio de 2014.

Elipsos (Elipsos Internacional S.A.) era una empresa ferroviaria española participada al 50% por Renfe y SNCF que gestionaba los trenes internacionales entre España y Francia.
Coordinó el proyecto de Alta Velocidad franco-español entre Renfe y SNCF. Asimismo, desde diciembre de 2010, fecha de la puesta en marcha del tramo Perpiñán-Figueras a través del túnel del Pertús, Elipsos gestionó la comercialización de los trenes de Alta Velocidad, bajo la denominación comercial «Renfe-SNCF en Cooperación».
En 2022, SNCF Réseau adjudicó a Renfe los surcos o derechos de circulación para que la compañía española explote en solitario las líneas Lyon-Barcelona y Marsella-Barcelona.

## Historia
Tras años de colaboración en la puesta en marcha de diferentes ofertas internacionales entre España y Francia (Puerta del Sol, Mare Nostrum, Catalán Talgo, Sur Express…)  Renfe y SNCF crean la Agrupación Europea de Interés Económico Trenes Talgo Transpirineos (TTTP) en 1996 con la finalidad de gestionar conjuntamente la oferta Trenhotel. En 2000 Renfe y SNCF confirman esta colaboración creando la sociedad ELIPSOS INTERNACIONAL, S.A. Entonces, Elipsos operaba los Trenhotel que unían Madrid y Barcelona con París, Milán y Zúrich. Al no estar liberalizado el servicio de viajeros cuando fue creada la empresa, no actuaba como un operador ferroviario sino como un gestor, y los trenes son operados por la compañía nacional del país en el que se encontraba el tren. Por ejemplo, en el caso de Madrid - París, el tren era gestionado por Elipsos y operado por Renfe Operadora entre Madrid y Hendaya, y por SNCF entre Hendaya y París.